# Elysia faustula
Elysia faustula is een slakkensoort uit de familie van de Plakobranchidae. De wetenschappelijke naam van de soort werd voor het eerst geldig gepubliceerd in 1871 door Bergh.